# Communauté de communes du Villefranchois (Aveyron)
Pour les articles homonymes, voir Communauté de communes du Villefranchois.
La communauté de communes du Villefranchois est une ancienne communauté de communes française, située dans les départements de l'Aveyron et du Lot.

## Histoire
Issue de la transformation du SIVOM du Bas Rouergue, la Communauté de communes du Villefranchois a été créée en décembre 1996.
Le 1er janvier 2014, la communauté de communes enregistre l'arrivée de 3 communes : Maleville, Promilhanes et Laramière (issue de la dissolution de la communauté de communes Lot-Célé).
Elle fusionne avec la communauté de communes du canton de Najac et la communauté de communes Villeneuvois, Diège et Lot au 1er janvier 2017 pour former la communauté de communes du Grand Villefranchois.

## Composition
Elle était composée des 10 communes suivantes :
| Nom                              | Code Insee | Gentilé        | Superficie (km2) | Population (dernière pop. légale) | Densité (hab./km2) |
| -------------------------------- | ---------- | -------------- | ---------------- | --------------------------------- | ------------------ |
| Villefranche-de-Rouergue (siège) | 12300      | Villefranchois | 45,85            | 11 822 (2014)                     | 258                |
| Laramière                        | 46154      | Ramiérois      | 22,08            | 335 (2014)                        | 15                 |
| Maleville                        | 12136      | Mallevillois   | 36,35            | 970 (2014)                        | 27                 |
| Martiel                          | 12140      | Martielois     | 46,71            | 1 021 (2014)                      | 22                 |
| Morlhon-le-Haut                  | 12159      | Morlhonois     | 22,09            | 569 (2014)                        | 26                 |
| Promilhanes                      | 46227      | Promilhanains  | 14,55            | 219 (2014)                        | 15                 |
| La Rouquette                     | 12205      | Rouquettois    | 29,81            | 770 (2014)                        | 26                 |
| Savignac                         | 12263      | Savignacais    | 15,28            | 691 (2014)                        | 45                 |
| Toulonjac                        | 12281      | Toulonjacois   | 7,25             | 738 (2014)                        | 102                |
| Vailhourles                      | 12287      | Vailhourlais   | 32,41            | 690 (2014)                        | 21                 |

## Compétences
Économie : gestion d'une zone d'activités la Zone d'Activités de la Glèbe - aide au développement immobilier des entreprises - gestion d'une pépinière d'entreprises (projet en cours) - gestion d'une Maison commune Emploi Formation MCEF (projet en cours).

Environnement : collecte des ordures ménagères et du tri sélectif, mise à disposition de composteurs, gestion de la déchèterie des particuliers et des professionnels, Service public d'assainissement non collectif (SPANC). 
Transport : transport à la demande proposant 10 circuits allant des communes rurales vers Villefranche-de-Rouergue.

Système d'Information Géographique : plans et cartes du territoire (cadastre, PLU, réseaux,...).

Habitat: participation au Programme d'intérêt général géré par le Pays Rouergue Occidental.

Voirie : aménagement et entretien de 157 km de voirie intercommunale.

## Sources
- Base de données ASPIC pour l'Aveyron édition 11/2006
- Le SPLAF pour l'Aveyron édition 11/2006
- Le site officiel de la Communauté de Communes du Villefranchois (Aveyron - 12)